# 苍白杜鹃
苍白杜鹃（学名：Rhododendron tubiforme）为杜鹃花科杜鹃花属下的一个种。

## 扩展阅读
- 維基物種上的相關：苍白杜鹃